# 徐脈
徐脈（じょみゃく）は不整脈の一種で、洞性徐脈、徐脈性不整脈とも言われる。成人の安静時心拍数は一般に毎分60〜75回（bpm）であるが、50回（bpm）未満を徐脈と定義する。徐脈は脳に必要な血液を送ることができなくなるため、めまい、失神、ふらつきなどを生じせしめたり、ときに理解力や記憶の低下が見られ認知症に似た症状が出る場合などがあり、こうしたケースでは適切な治療が必要となる。マラソン選手などのスポーツ心臓でも心室内腔の拡大による洞性徐脈がみられるが、この場合は通常治療の必要はない。

## 原因
洞機能不全症候群と房室ブロックがあることが知られている。その他、一過性の副交感神経系の緊張や薬物による副作用が知られ、抗不整脈薬、抗うつ薬、高血圧や狭心症の治療薬である交感神経系を抑制する薬が原因となることもある。この場合、投薬を中止することにより徐脈は回復するが、投薬の必要がある場合はペースメーカーが必要となる。

### 洞機能不全症候群
心臓の収縮を電気信号によって支配している洞結節からの刺激が正常に出ていない状態を指す。あるいは心房から心室へ電気信号を伝える刺激伝導系の障害が考えられる。

### 房室ブロック
心臓の刺激伝導系において、心房から心室に刺激が伝わらない、または刺激伝導が遅延することにより、徐脈が起こる。

## 治療
進行性のものや心筋梗塞、先天性心疾患、心筋症などの不可逆的な原因によるもので心不全や脳虚血を伴う場合には心臓ペースメーカーの使用が必須となる。

## その他
- 医療用語で、ブラディ（ブラッディ）と呼ぶことがあるが、これはbradycardiaの略である[1]。